# 瑪布亞科技學院
瑪布亞科技學院（Mapúa Institute of Technology）是一家位於菲律賓的私立大學，在馬尼拉的王城區、馬卡蒂，以及卡布堯有三個校區。大學由菲律賓建築師托馬斯·瑪布亞創立於1925年，至今在建築學和工程學上都有較好的成績。

## 歷史
該學院由菲律賓建築師托馬斯·瑪布亞創立於1925年1月25日，最初只提供建築和土木工程課程，且只有少數學員和教師，教室也只是租用馬尼拉Quiapo的辦公樓而成。1928年建立提前科高中，1930年加入NCAA。
二戰期間，瑪布亞科技學院被日本佔領軍用作要塞，所有課程停止。1945年菲律賓解放時校區完全被毀。在重建時期，一所位于Doroteo José的学校的校區由瑪布亞科技學院高中部使用。1951年學院創始人瑪布亞的家族獲得了現在王城區校區的土地，并開始重建計劃。1956年學院重新開學，不過重建工作直到1963年才完成。1973年所有教員從Doroteo José搬到了現在的王城區。1965年12月22日，托馬斯·瑪布亞去世，其子奧斯卡繼任直至1998年。 
在瑪布亞家族的管理下，瑪布亞科技學院成為菲律賓工程學領域內的名校，排名常在全國前10名之內。

## 外部連結
- Mapúa Institute of Technology （页面存档备份，存于）
- Mapúa Information Technology Center （页面存档备份，存于）
- Malayan Colleges Laguna （页面存档备份，存于）
- Malayan High School of Science （页面存档备份，存于）
- Mapua Ownage: The unofficial forum of MIT
- My Mapua （页面存档备份，存于）
- Mapua Cardinal Singers Website （页面存档备份，存于）